# Adéla Srnová
Adéla Srnová, rozená Zieglerová (1. července 1869 Praha – 2. ledna 1935 Vídeň) byla česká tanečnice a sólistkou Národního divadla v letech 1885–1900.

## Život
Adéla Srnová pocházela z vinohradské umělecké rodiny. Její otec byl švec a křídlovkář. Její bratří hráli na křídlovku a na housle, sestry byly tanečnice. Její sestra Mařenka Zieglerová byla slavná operetní zpěvačka a herečka a její neteř Hana Zieglerová, později Želenská byla operetní subreta.